# Dedelstorf
Dedelstorf település Németországban, azon belül Alsó-Szászország tartományban. Lakosainak száma 1179 fő (2023. december 31.). Dedelstorf Wahrenholz, Wittingen, Hankensbüttel, Obernholz, Sprakensehl, Steinhorst és Groß Oesingen községekkel határos.

## Népesség
A település népességének változása:
| Lakosok száma | 1218 | 1209 | 1184 | 1188 | 1173 | 1179 |
|               | 2016 | 2017 | 2019 | 2021 | 2022 | 2023 |